# Свято-Николаевский монастырь (Арзамас)
Свято-Николаевский женский монастырь — монастырь Нижегородской епархии Русской православной церкви. Расположен на Соборной площади в городе Арзамас Нижегородской области.

## История
Основан при Иване Грозном в 1580 году. Строителем монастыря был житель Арзамаса Феофилакт Яковлев, рукоположённый позднее во священство. Первоначально был выстроен деревянный Никольский храм, при котором позднее основана женская обитель.
Деревянная Никольская церковь несколько раз горела. В 1683 году построена каменная церковь. В 1723 году восстановлена после пожара.
С 1764 года 3-го класса общежительный женский монастырь.
В 1811 году на месте деревянных храмов построена каменная Церковь Богоявления Господня. Освящена в 1813 году. В 1878 году поновлён Никольский храм.
Монастырь закрыт в 1924 году. Возобновлен в 1994 году. В том же году был освящён верхний зимний придел в честь Богоявления Господня. В 1995 году состоялось освящение нижнего придела Богоявленской церкви в честь иконы Божией Матери «Всех скорбящих Радость». В обители проживают 25 насельниц.
28 декабря 2017 года митрополит Нижегородский и Арзамасский Георгий совершил чин Великого освящения Богоявленского собора.
В 2001 году монастырю передана Никольская церковь. В 2005 году архиепископ Нижегородский и Арзамасский Георгий совершил молебен в восстанавливающемся Соборе Святителя Николая.
По состоянию на 2024 год монастырь полностью возрождён. Вместе с тем, планируются работы по восстановлению Скита в честь Рождества святого Иоанна Предтечи в Новой Слободе.

## Святыни
В нижнем храме:

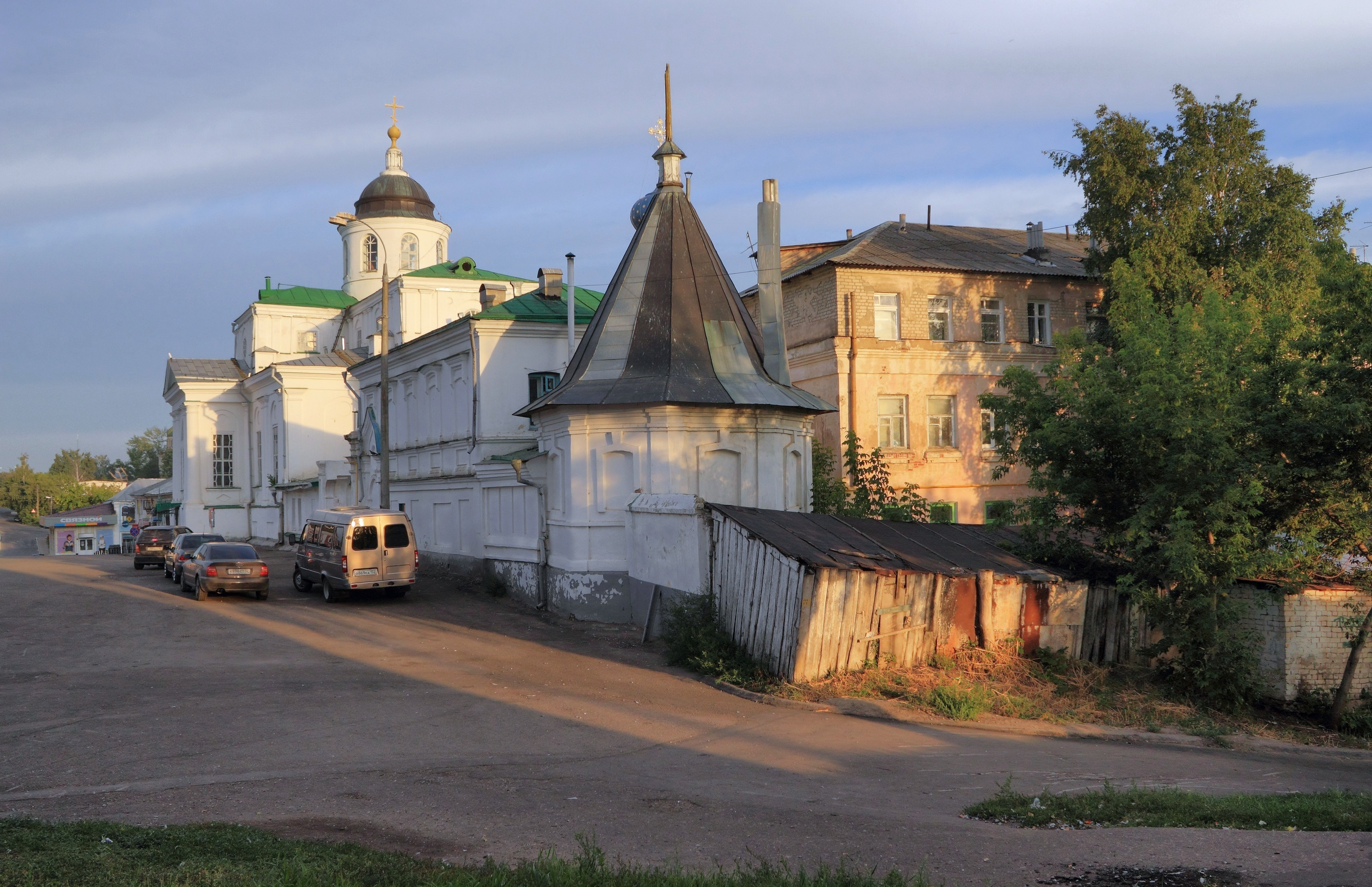

- чудотворная икона Божией Матери «Избавление от бед страждущих». в монастырь была принесена почерневшей и постепенно стала светлеть[1].
- икона Божией Матери «Достойно есть».

В верхнем храме:
- иконы святого Николая Чудотворца,
- иконы блаженной Матроны Московской и святой мученицы Татианы с частицами мощей,
- ковчег с частицами мощей Оптинских старцев и других святых.